# Krzywa blasku

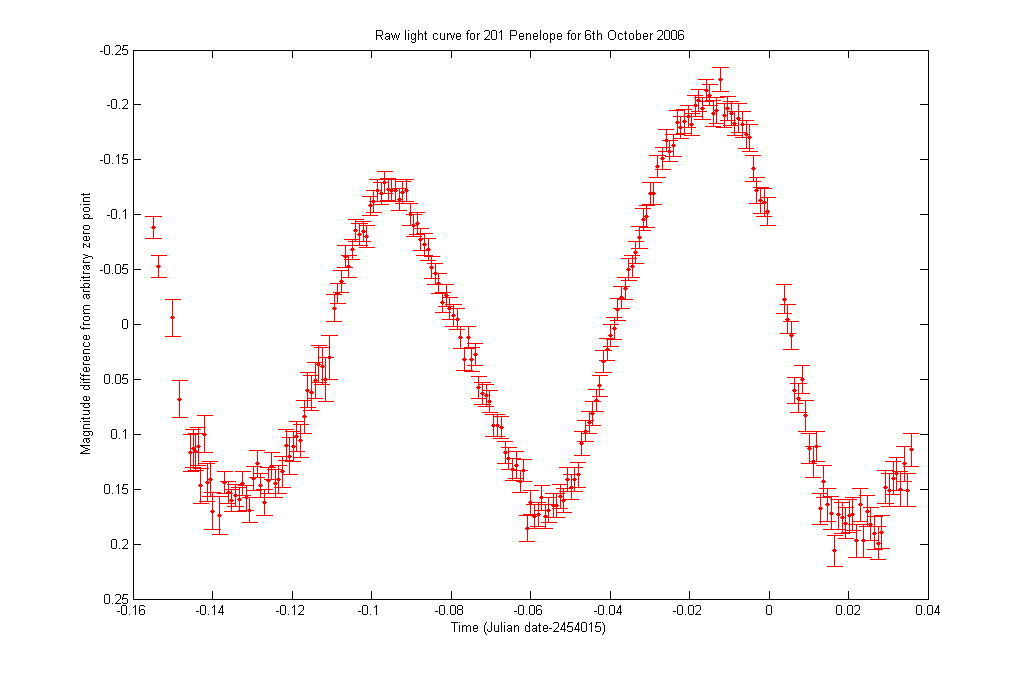
Krzywa blasku planetoidy (201) Penelope zarejestrowana 6 października 2006 przez Mount John University Observatory. Przedstawia zmianę jasności w czasie jednego pełnego obrotu trwającego 3,7474 godziny

Krzywa blasku – zależność pomiędzy obserwowaną jasnością danego obiektu a czasem. Jasność ta jest mierzona w pewnym zakresie długości fal promieniowania, niekoniecznie w zakresie światła widzialnego.
Krzywe blasku, czy inaczej krzywe zmian blasku, mogą być okresowe, np. dla gwiazd pulsujących i zaćmieniowych, oraz nieokresowe, np. dla gwiazd nowych, supernowych, kataklizmicznych, jak również dla wielu innych zjawisk, które występują jednorazowo, np. zjawiska soczewkowania grawitacyjnego. Rentgenowskie krzywe blasku, takich obiektów jak aktywne galaktyki (kwazary) czy rentgenowskie układy podwójne, mają charakter stochastyczny.
Analizę krzywych blasku przeprowadza się przy pomocy różnych metod matematycznych, takich jak analiza Fouriera (w szczególności periodogram) oraz składanie okresów.
Studiowanie krzywych blasku dostarcza wielu informacji o fizyce obserwowanego układu. W badaniach jasność gwiazdy (obiektu) często jest jedyną obserwowaną wielkością dostępną astronomowi.